# Харви, Джамал
Джамал Харви (англ. Jahmal Harvey; род. 19 ноября 2002, Оксон-Хилл, Мэриленд, США) — американский боксёр-любитель, выступающий в полулёгкой весовой категории. Член сборной США по боксу, чемпион мира (2021), чемпион Панамериканских игр (2023), серебряный призёр Панамериканского чемпионата (2022), чемпион США (2020), двукратный чемпион США среди молодёжи (2018, 2019), многократный победитель и призёр международных и национальных турниров в любителях.

## Биография
Родился 19 ноября 2002 года в США.

## Любительская карьера

### 2021 год
В начале ноября 2021 года в Белграде (Сербия), стал чемпионом мира в категории до 57 кг. Там он в 1/16 финала соревнований победил по очкам раздельным решением судей (счёт: 3:2) опытного узбека Миразизбека Мирзахалилова, в 1/8 финала победил по очкам единогласным решением судей (счёт: 5:0) бразильца Луиза Габриэля де Оливейра, в четвертьфинале по очкам единогласным решением судей (счёт: 5:0) победил боксёра из Таиланда Руджакрана Джунтронга, в полуфинале по очкам единогласным решением судей (счёт: 5:0) победил французского боксёра Самуэля Кистохарри и в финале единогласным решением судей (счёт: 5:0) победил казахстанского боксёра Серик Темиржанов.

### 2022—2023 годы
В марте 2022 года в Гуаякиле (Эквадор) стал серебряный призёр на Панамериканском чемпионате по боксу в весе до 57 кг, где он в финале по очкам решением большинства судей проиграл бразильцу Луизу Габриэлю де Оливейра.
В феврале 2023 года участвовал на представительном международном турнире «Странджа» проходившем в Софии (Болгария), в весе до 57 кг, где он в 1/16 финала соревнований по очкам решением большинства судей (1:4) опять проиграл бразильцу Луизу Габриэлю де Оливейра.